# Faunis borneensis
Faunis borneensis är en fjärilsart som beskrevs av Hans Fruhstorfer 1905. Faunis borneensis ingår i släktet Faunis och familjen praktfjärilar. Inga underarter finns listade i Catalogue of Life.